# 李志堅
李志堅（り しけん、1928年 – 2011年5月2日) は中国におけるマイクロエレクトロニクスの先駆者。清華大学のマイクロエレクトロニクス研究所の元所長であり、清華大学情報科学技術科の学術委員会の元委員長である。

## 生涯
1928年5月1日、浙江省寧波生まれ。1951年、杭州にある浙江大学の物理学科の学士を取得した。ソ連に行き数学と物理学を学び、ソ連国立レニングラード大学（現在のサンクトペテルブルク大学）より科学博士号を授与された。
後に清華大学の教授となり、長年マイクロエレクトロニクス研究所の所長を務めた。清華大学情報科学技術科の学術委員会の委員長であった。中国科学院のエレクトロニクス研究所の副所長や中国半導体および集積回路技術協会の副会長でもあった。
多くの国際学術会議に活発に参加し、多くの国際会議で何度も会議長を務めた。例えば、固体物理デバイスおよび集積回路技術国際会議(ICSIST; 93,95年)や固体物理材料・デバイス会議(SSDM; 95, 96, 97, 98年)やIEEE地域会議などである。

## 死
病気により2011年5月2日午後4時30分に北京で亡くなった。

## 役職
- 1999–、会員、第3世界科学アカデミー
- 1991–、アカデミー会員、中国科学院[4]
- 所長、清華大学マイクロエレクトロニクス研究所
- 清華大学情報科学技術科学術委員会委員長
- 中国科学院エレクトロニクス研究所副所長
- 中国半導体および集積回路技術協会副会長
- Electronic Sinica編集委員会のメンバー